# Ото I фон Минден
Ото I фон Минден (на немски: Otto I von Minden, Otto aus Stendal; * вер. 1225; † 11 или 19 ноември 1275, Рим или Дижон) е от 1266 до смъртта си 1275 г. княжески епископ на Минден.

## Биография
Той е вероятно петият син на Хайнрих I фон Хоя († 1235), граф на Хоя, и съпругата му Рихенза фон Вьолпе († 1227), дъщеря на граф Бернхард II фон Вьолпе. Брат е на граф Хайнрих II († 1290), Герхард († 1269), епископ на Ферден (1251 – 1269), и на Ведекинд († 1261]]), епископ на Минден (1253 – 1261).
Ото първо е домхер във Ферден. От 1244 г. следва теология в Париж при Алберт Велики и Тома Аквински и става доктор по теология. Той става секретар и каплан шест години на кардинал Хенрикус де Сегусио.
През 1266 или август 1267 г. папа Климент IV го прави епископ на Минден. Той завършва стената на Минден и подготвя Втория концил в Лион (1274). При завръщането му умира в доминиканския манастир на Дижон на 11 ноември 1275 г. Погребан е в манастирската църква Св. Аннен. Според други източници той умира на 19 ноември 1275 г. в Рим.